# Домингес, Диего
Диего Домингес Йорт (исп. Diego Domínguez Llort; род. 13 октября 1991 года, Сарагоса, Испания) — испанский певец и актёр.

## Биография
Родился 13 октября 1991 года в городе Сарагоса, расположенном на северо-востоке Испании. В 12 лет Диего принял участие в музыкальной программе «Eurojunior», цель которой была выбрать представителя Испании на Детском Евровидении 2003 в Копенгагене, Дания. Победу юноша не одержал, но вошёл в число финалистов.
Карьера актёра на телевидении началась с роли в сериале «Аида» (2005), за ней последовали роли в «Физика или химия» (2008—2011), «Тайны старого моста» (2011), два короткометражных фильма с его участием – «Tus gritos me dan risa» (2012) и «Última Transmisión» (озвучка, 2013).
Кроме того, в арсенале Диего три студийных альбома: Girando sin parar (2004), Mueve el esqueleto (2005), Un sitio ideal (2006). В 2004 году также были записаны концертные альбомы. Играет на гитаре и фортепиано.

## Личная жизнь
Его девушкой в период с 2013 года была коллега по сериалу Violetta Мария Клара Алонсо. В апреле 2018 года пара рассталась.

## Фильмография
| Год       |   | Русское название    | Оригинальное название      | Роль    |
| --------- | - | ------------------- | -------------------------- | ------- |
| 2012—2016 | с | Виолетта            | Violetta                   | Диего   |
| 2011      | с | Аквариум Евы        | La pecera de Eva           | Мигель  |
| 2011      | с | Тайна старого моста | El secreto de Puente Viejo | Леандро |
| 2008—2011 | с | Физика или химия    | Física o química           | Андреас |
| 2005—2011 | с | Аида                | Aída                       | Кевин   |

## Дискография
- 2004: Girando sin parar
- 2004: 3+2 en concierto
- 2005: Mueve el esqueleto
- 2005: Trollz: melenas a la moda
- 2006: Un sitio ideal
- 2013: Hoy somos más[3]
- 2013: Violetta en vivo[4]